# Але ярок
«Але́ Яро́к» (ивр. עלה ירוק‎, в переводе «Зелёный лист») — израильская либеральная политическая партия. Одним из наиболее важных пунктов программы партии является декриминализация, а впоследствии и легализация употребления хранения и выращивания психотропной конопли.
Основана в 1994 году. У истоков движения стояли публицист Шломи Сандак (автор антипрогибиционистского памфлета «Зелёное поле») и медик Боаз Вахтель, бывший помощник военного атташе Израиля в США. С февраля 1999 года движение зарегистрировано как политическая партия и участвует в парламентских выборах.

## Платформа партии
Изначально движение занималось исключительно «конопляной» темой, привлекая внимание общественности к проблемам, которые возникают вследствие уголовного преследования любителей конопли («чёрный рынок» конопляных продуктов, отвлечение бюджетных средств на борьбу с любителями конопли, затруднения в реализации медицинских исследований по препаратам конопли, «антиконопляные» репрессии). Однако довольно скоро в круг интересов «Але Ярок» вошла реформа всего израильского наркозаконодательства, а также борьба за полную легализацию проституции и игорного бизнеса.
Будучи либеральной партей, Але Ярок выступает за реформу в образовании (School voucher), отделение религии от государства, сокращение срока службы в армии и экономический либерализм. Кроме того, партия занимается экологическими вопросами и свободой личности.

## Выборы в кнессет
На парламентских выборах 1999 и 2003 годов «Але Ярок» получил соответственно 1 % и 1,2 % голосов, что было ниже минимума в 1,5 %, необходимого для получения депутатских мест. На выборах 2006 года электоральный барьер был поднят до 2 %, а «Але Ярок» набрала 1,3 %. Перед выборами 2009 года партию потряс раскол, и откол от неё участвовал в них в блоке с Партией переживших Холокост. Тем не менее, деятельность партии даёт свои плоды: в настоящее время идею декриминализации конопли поддерживают 18 % израильтян; в её пользу высказываются депутаты от влиятельных «левых» партий («Мерец», «Партия Труда»), а также некоторые деятели правоцентристской партии «Ликуд», как например М. Фейглин; дан старт исследовательской программе по медицинской марихуане.
В преддверии выборов 2013 года партия объединилась с «Либеральным списком», и включила в свою программу множество реформ в области экономики и социальной сферы, таких как переход на ваучерную систему образования, снижение пособий, отмена субсидий религии, приватизация госпредприятий, облегчение налогового бремени, повышение зарплаты солдатам срочной службы и т. д. Опубликованная (на бумаге, а также в Интернете) новая программа партии неожиданно обнаружила весьма сильно выраженный либертарианский характер, в резком контрасте с её прежним социалистическим уклоном. Предполагается, что это привлекло к ней новых сторонников (и, возможно, оттолкнуло от неё часть прежних). Тем не менее, многочисленные скептики и критики партии (главным образом в блогах) выражают недоверие к серьёзности и глубине её неожиданного либертарианства. Также недоверие было не раз высказано в связи с «подозрительным» отсутствием внешнеполитической программы в публикациях партии (детальных в других отношениях).
На выборах в 2015 году партия набрала 1,12 % голосов и вновь не смогла преодолеть электоральный барьер.